# Znaki Wilna
Znaki Wilna to zespół sześciu rzeźb umieszczonych pod mostami Wilna, których autorem jest Kunotas Vildžiūnas:
- Jabłko królewskie (Most Żyrmuński)

- Łańcuch (Zielony Most)

- Włócznia promień (Most Biały)

- Pierścień (Most Żelaznego Wilka)

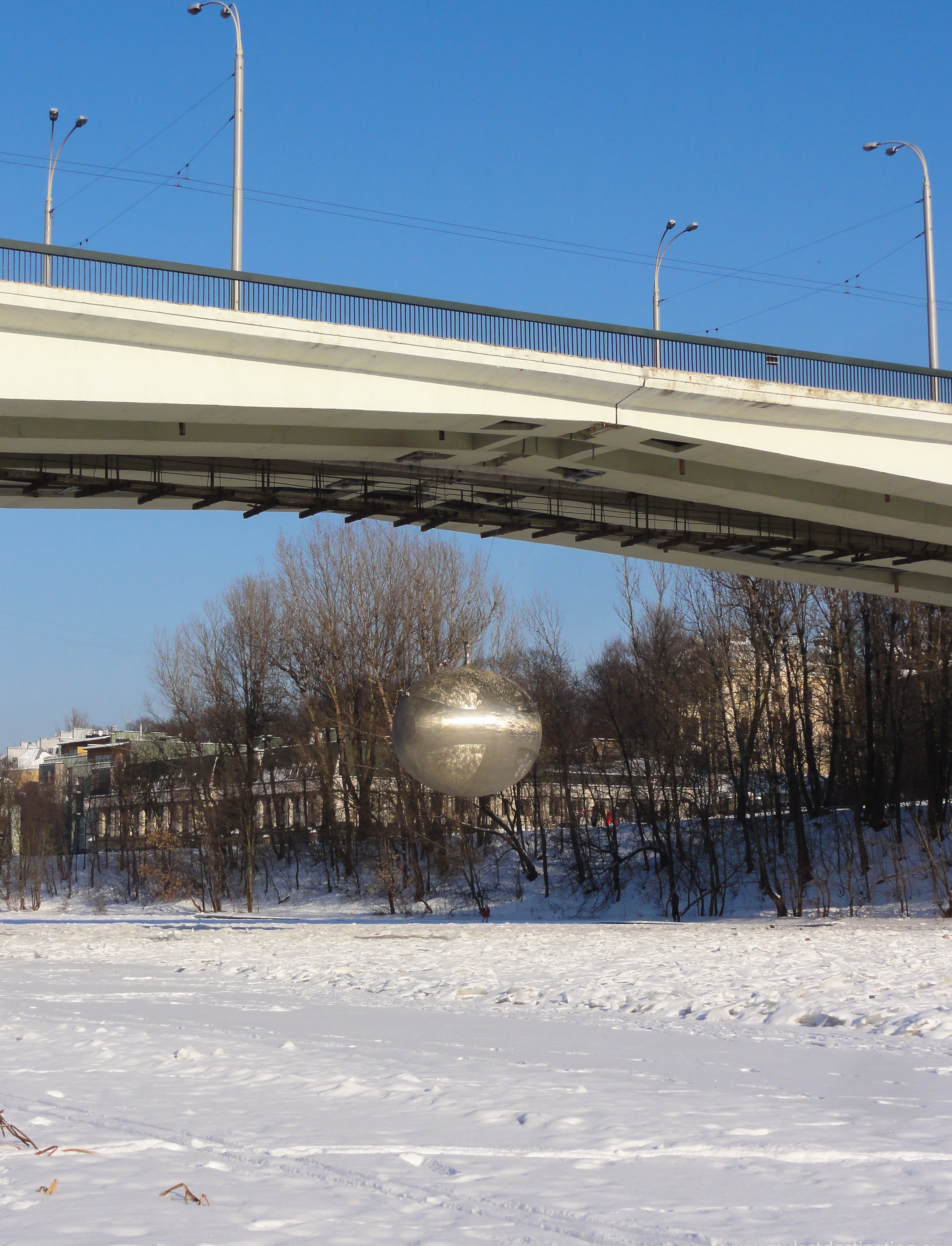

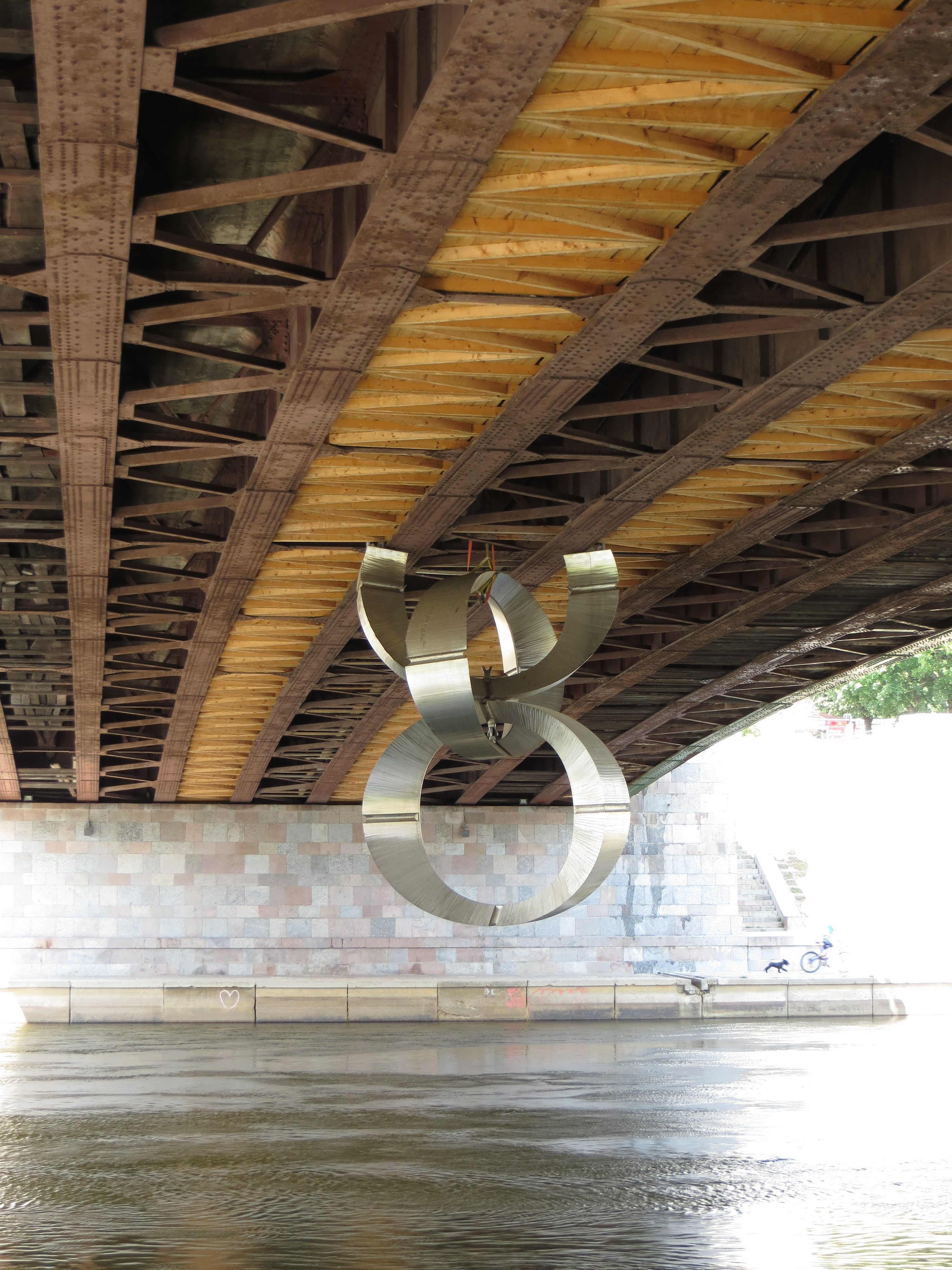

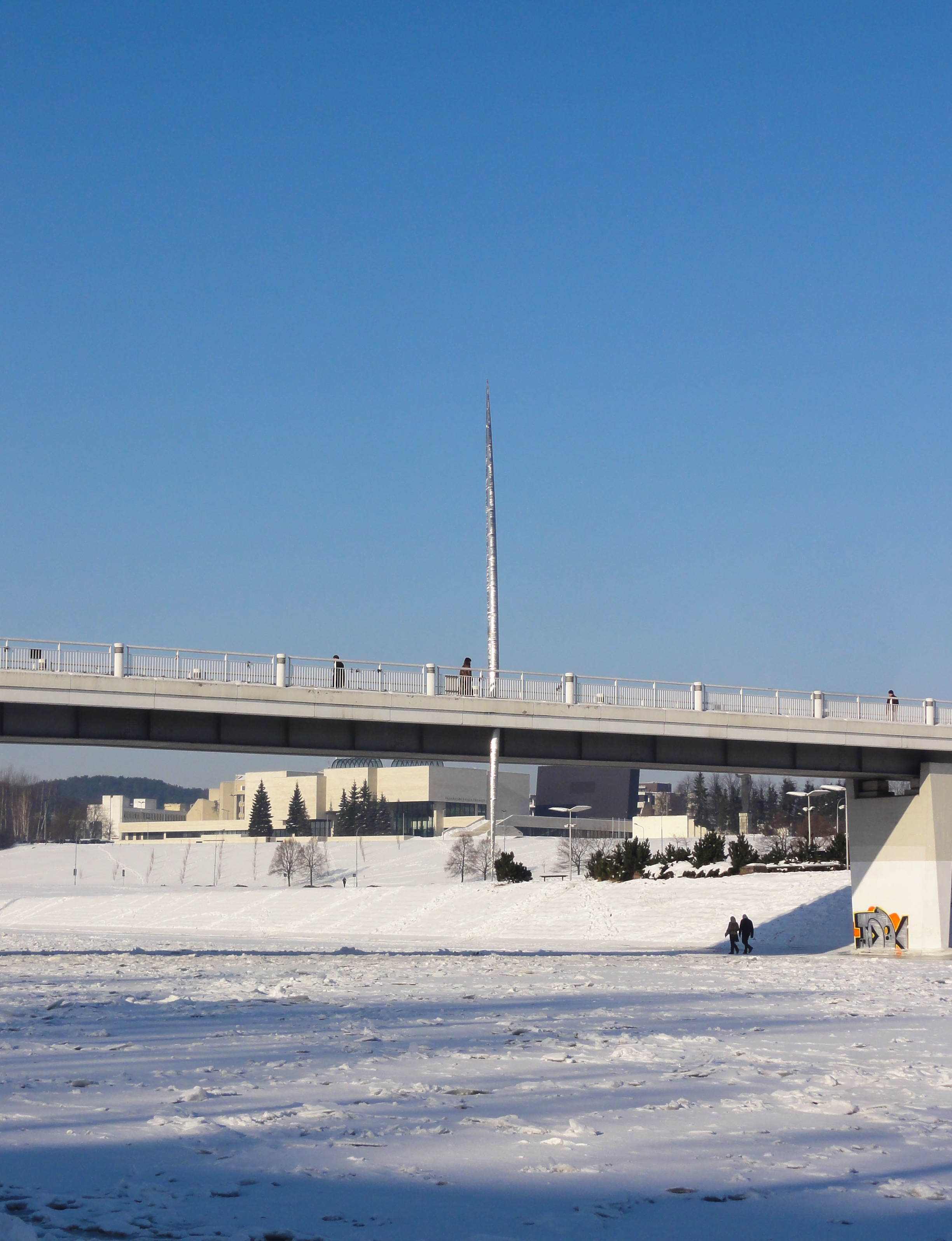

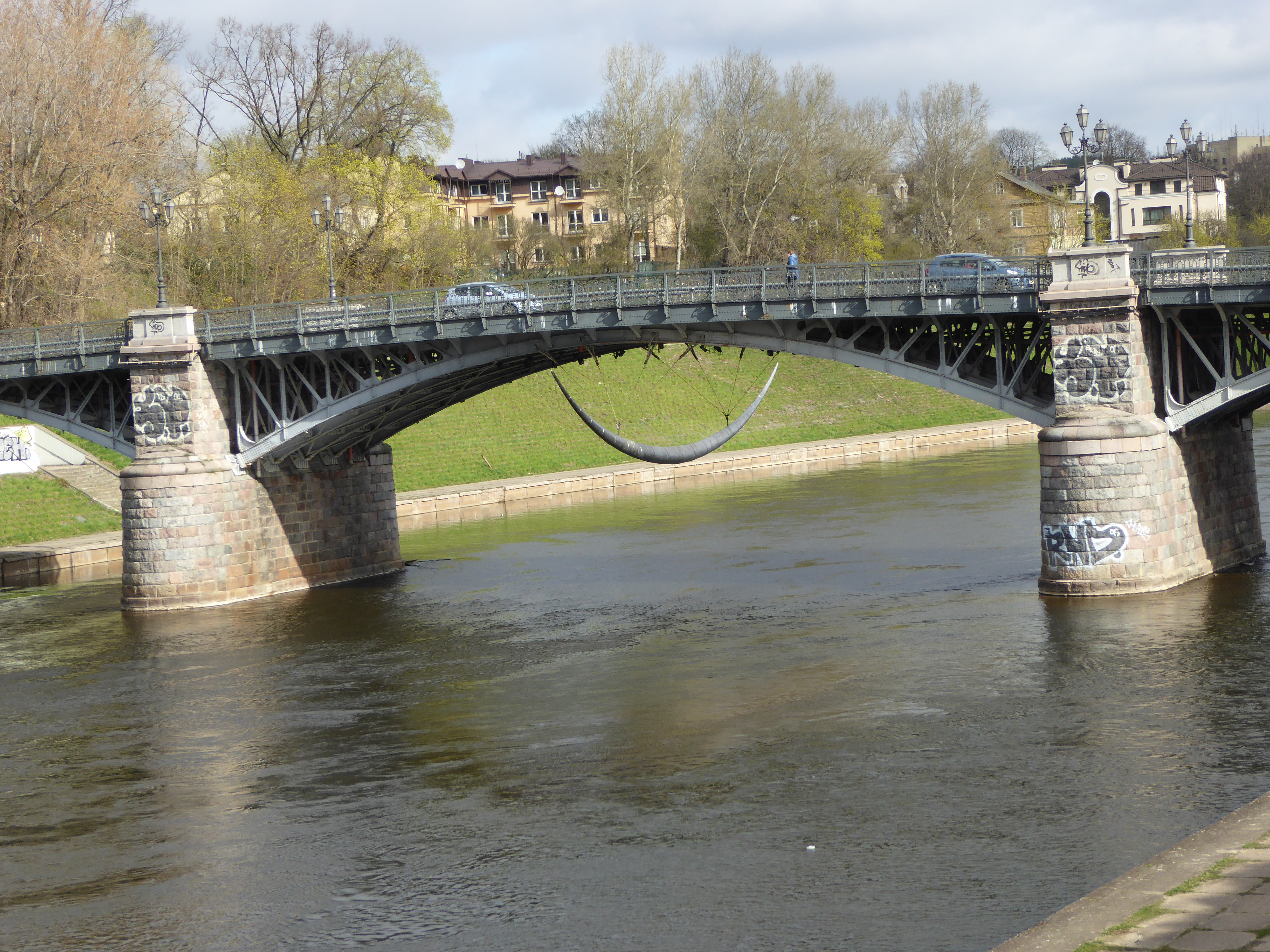

- Statek półksiężyc (Most Zwierzyniecki)

- Spirala czasu (Most Liubarto)